# اختبار تفاعل تسريع النيوترينو مع النيوترون
تجربة تفاعل تسريع النيوترينو، والمختصرة باسم ANNIE ، هي تجربة مقترحة للكشف عن المياه شيرينكوف المصممة لفحص طبيعة التفاعلات النيوترينو. حيث أن هذه التجربة ستدرس ظواهر مثل اضمحلال البروتون، وتذبذبات النيوترينو، وذلك عن طريق تحليل تفاعلات النيوترينو في المياه المحملة بالجادولينيوم وقياس إنتاجها النيوتروني. يلعب توصيف النيوترونات دور مهمًا في رفض الخلفية من النيوترينوات الجوية. وذلك من خلال تنفيذ نماذج أولية من LAPPDs (وهو جهاز يكتشف الضوء الساقط بستخدام التاثير الكهربائي حيث انه ذو مساحه كبيره ويحسب بمعدل تريليون في الثانية) ، يكون تسجيل للوقت عالي الدقة محتملا. الموقع المقترح لـ ANNIE هو قاعة Sci BooNE في Booster Neutrino Beam المرتبط بتجربة ميني بون. ينشأ شعاع النيوترينو في فيرميلا احيث يسلم الداعم 8 بروتونات GeV إلى هدف البريليوم ينتج بيونات ثانوية وكاونات. تتحلل هذه الميزونات الثانوية لتنشيء شعاع نيوترينو بمتوسط طاقة يبلغ حوالي 800 ميغا إلكترون فولت. سيبدأ تركيب ANNIE في صيف 2015. المرحلة الأولى من ANNIE ، اكتملت رسم خرائط الخلفية النيوترونية في عام 2017. يجري تحديث الكاشف للتشغيل العلمي الكامل (ما يسمى بالمرحلة الثانية) والتي من المتوقع أن تبدأ في أواخر عام 2018.

## تصميم تجريبي
سيتم تشغيل آني وذلك باستخدام شعاع الداعم النيوترينو (BNB) الذي يعمل في 7.5 هرتز، مع ما يقرب من 4 × 1012 البروتونات الهدف في لكل تسرب. يتم نقلها في 81 عناقيد أكثر من 1.6 ميكروثانية لكل انسكاب وذلك بهدف 100 متر المنبع في قاعه SciBooNE . شعاع في النيوترينو وهو، 94 ٪ نقية ميون النيوترونات مع ذروه تدفق الطاقة في حوالي 700 مليون إلكترون فولط.
إن هدف المياه التي تستدمة آني هو أسطواني بحجم 3.8 متر وقطر 2.3 متر مغطى بواسطة إسطوانة بلاستيكية و حاويه من الألومنيوم اإن الهدف من ذلك هو إتمام تجهيز 60 إلى 100 ثمانية بوصة مضخم أنابيب. جزء من الحديد-وماض ساندويتش كاشف تتبع اتجاه ابنة الميونات في SCi BooNE الهدف، ودعا الميون المدى للكشف عن (MRD), يمكن استخدامها من قبل آني. MRD سيتم تعديلها عن طريق استبدال 10 من 13 طبقات من وماض مع مقاوم لوحة الدوائر (RPCs). سوف تسمح هذه الترقية بدقة على مستوى سنتيمترفي كل طبقة. بلإضافة إلى ذلك، فإن هذه العمليات تستطيع تحمل 1 تي في المجال المغناطيسي. هذا الحقل التطبيقي يمكن إضافتة في يوم من الأيام إلى «آني» من أجل تحقيق تهمة-تدور الإعمار في MRD. وهذا من شأنه أيضا أن يسمح لقوه الدفع إعادة بناء في أعلى طاقات الحدث.
بالنظر إلى بضعة أمتارالذي يبلغه حجم الكاشف، سيكون من الممكن تحقيق إعاده تشكيل بناء على أساس توقيت الأحداث وذل عن طريق استخدام المعلومات من إشعاع شيرينكوف الذي ينشا من خلال الأحداث في الكاشف. من أجل تحقيق اللازمة بيكو ثانية وقت القرار آني تعتزم استخدام النماذج الاولية التجارية من مساحة كبيرة بيكو ثانية Photodetectors (LAPPDs).

### كاشفات الصور ذات المساحة الكبيرة بيكو ثانية
كاشفات الصور ذات المساحة الكبيرة بيكو ثانية هي (8 في. س 8 في. x 0.6 في) MCP أجهزه الكشف الضوئية . في حين أجهزه PMTs المنتشره هي كاشفات منفرده الكبسل، إن كاشفات الصور ذات المساحة الكبيرة تستطيع أن تحل موضغ ووقت الفوتونات داخل جهاز كشف في وقت واحد مع دقه الزمان والمكان أعلى من 3 ملم وبمعدل 100 بيكو ثانيه وفقا لذلك. تعرض العمليات الأولي في المحااكاة مونت كارلو أن استخدام أجهزه LAPPDs بدقة سوف تسمح ل آني بتشغيل كاشف تتبع إعاده تشكيل المسار والقمة بناء على أمر من بضعة سنتيمترات. هذه الكواشف هي في المراحل النهائية من التنمية.

## أهداف الفيزياء

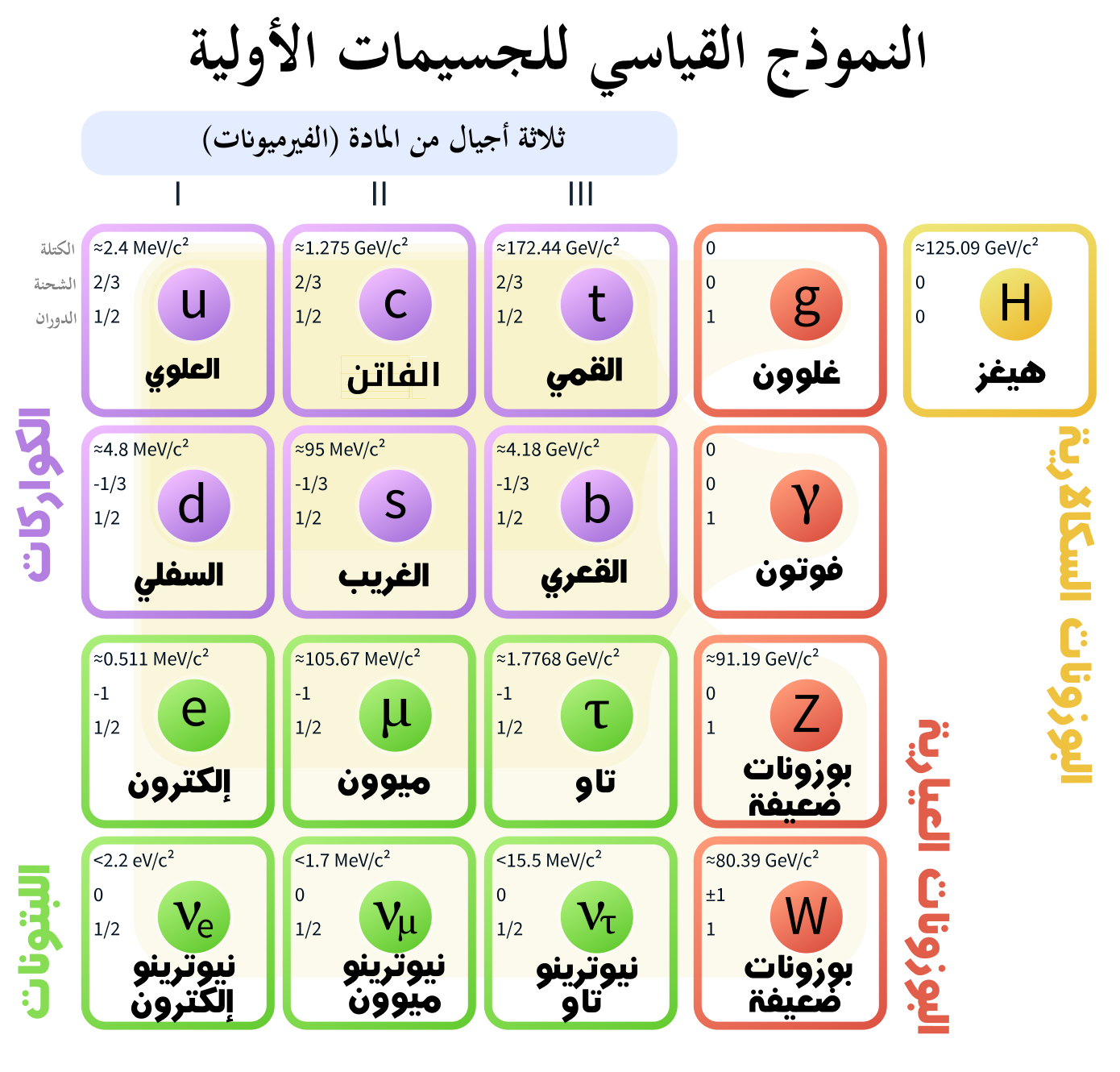
رسم بياني يوضح 3 نيوترينوات وجزيئات متفاعلة ، وفقًا للنموذج القياسي للجسيمات الأولية

استخدام حزمة شعاع النيوترينو الموجهة سيسمح بإعادة بناء الطاقة الأوليه ل النيوترينو وبالتالي مجموع نقل قوة الدفع من خلال التفاعل. يفحصآني التفاعلات بين النيوترونات و النوى في الماءوذلك بهدف إنتاج القياسات النهائية لوفرة نيوترون كذلك لنقل قوة الدفع الإجمالية. الأسر النيوتروني مدعوما من خلال الاملاح الجادولينيوم والتي لديها نسبة عالية من النيوترونات الملتقطه والتي تنبعث منها حولي8 ميجا في أشعة غاما عند امتصاص النيوترون الحراري. توصيف إنتاجنيوترون العائد في سيعمل ع إنتاج النيترونات في خلفية الأحداث تحلل البروتون التي هي في الغالب تمت مواجهتيها في الغلاف الجوي النيوترينو التفاعلات في كاشفات شيرينكوف للمياه الكبيرة مثل سوبر كاميوكاندي ، من شأنه أن يساعد على زيادة الثقة في مراقبة بروتون-الاضمحلال-مثل الأحداث. من خلال دراسة التيوترون العائد يمكن فصل الأحداث التي التقطها في إيمانية الصوت قبين مجموعة متنوعة من التيار المشحون(CC) والمحايدة (NC) .